# (25) Фокея
(25) Фокея (лат. Phocaea) — астероид главного пояса, принадлежащий к светлому спектральному классу S и возглавляет одноимённое семейство астероидов. Он был открыт 6 апреля 1853 года французским астрономом Жаном Шакорнаком в Марсельской обсерватории, Франция и назван в честь древнегреческого города Фокея, порта в Ионии (западная часть полуострова Малая Азия), жители которого основали Массилию (ныне Марсель) около 600 года до н. э..

Орбита астероида Фокея и его положение в Солнечной системе
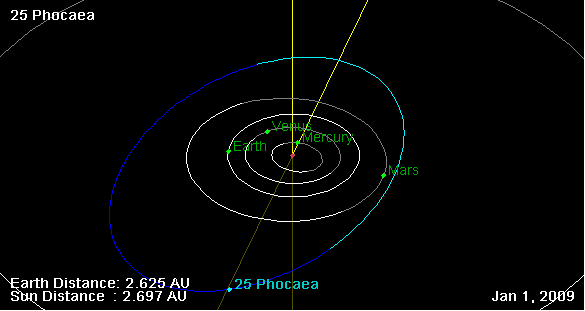
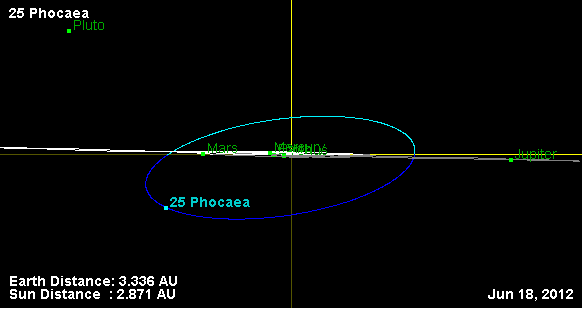